# Harald Thon
Harald Thon, född 1954, död 28 december 2019, var en norsk orienterare.
Thon blev världsmästare i stafett 1981 och 1983, han vann även en silvermedalj och tre bronsmedaljer vid de nordiska mästerskapen.